# Phare de Blue Hill Bay
Le phare de Blue Hill Bay (en anglais : Blue Hill Bay Light) est un phare actif situé sur Blue Hill Bay (en), dans le Comté de Hancock (État du Maine).

## Histoire
Blue Hill Bay est une baie située entre l'île des Monts Déserts et Swan's Island.
Le premier phare a été mis en service en 1857 sur la petite île privée de Green Island. C'est une tour cylindrique blanche attachée à une résidence de gardien. Les bâtiments ont été restaurés à la fin des années 1970. La maison est maintenant utilisée comme résidence privée d'été.
La structure actuelle a été construite en 1935. C'est un mât métallique, à base carrée. Cette lumière se situe à environ 5 km au sud-est de Brooklin (Maine).

## Description
Le phare actuel  est une tour métallique à claire-voie, avec une balise moderne de 6,5 m de haut. La tour porte un marquage de jour vert. feu isophase Il émet, à une hauteur focale de 7,5 m, un éclat vert de 0.4 seconde par période de 4 secondes. Sa portée est de 5 milles nautiques (environ 9.25 km).

## Caractéristiques dufeu maritime
Fréquence : 4 secondes (G)
- Lumière : 0.4 seconde
- Obscurité : 3.6 secondes

Identifiant : ARLHS : USA-064 ; USCG : 1-2595 - Amirauté : J0056 .

### Lien connexe
- Liste des phares du Maine